# Agrias amaryllis
Agrias amaryllis är en fjärilsart som beskrevs av Peter William Michael 1930. Agrias amaryllis ingår i släktet Agrias och familjen praktfjärilar. Inga underarter finns listade i Catalogue of Life.